# Марголин, Арнольд Давидович
Арнольд Давидович Марголин (4 [16] ноября 1877 года, Киев — 29 октября 1956 года, Вашингтон) — русский адвокат, общественный деятель и писатель.

## Биография
Родился в семье киевского купца Давида Семёновича Марголина. Окончил Императорский университет Святого Владимира.
Выступал адвокатом в процессах, связанных с еврейскими погромами. В частности, при разборе дела о погроме в Нежине (1905) от имени 150 потерпевших евреев просил суд выслушать их соображения о действительной причине погрома, а именно, что погромы — дело рук одной и той же организации, но суд в этом отказал, и тогда процесс прошёл в отсутствии защитника и потерпевших. Выступал адвокатом по делу Бейлиса. За резкие выступления против властей был лишён адвокатского звания и восстановлен в правах лишь после Февральской революции 1917 года.
Участвовал в еврейской общественной жизни; был выборщиком в Государственную думу. Примыкал к сионистскому, а затем к территориалистскому движению, был одним из его лидеров после смерти М. Э. Мандельштама.
С ноября 1917 года — член Верховного суда Украинской народной республики. С ноября 1918 года — заместитель министра иностранных дел Директории. В марте 1919 году, после кровавого погрома в Проскурове, подал в отставку, но продолжал поддерживать правительство С. Петлюры, считая ответственным за погромы не украинское правительство Петлюры, а преступников, «чёрную сотню» и большевиков, которые хотели дискредитировать украинское правительство. C 1919 по ноябрь 1920 года (падение Директории) — дипломатический представитель правительства Директории в Лондоне.
В 1922 году переехал в США. Занимался адвокатской практикой, журналистской деятельностью, читал лекции.
Погиб в ДТП при переходе улицы.

### Избранные публикации
- Марголин А. Д. В полосе ликвидации : Очерки : Речи : Кассационные жалобы. — СПб.: тип. С. Г. Слюсаревского, 1911. — 204 с.
- Марголин А. Д. Из области уголовного права. — Киев: Работник, 1907. — 127 с. — (Основные черты нового уложения. Элемент чувства в институте наказания и другие статьи.).
- Марголин А. Д. Роль и значение Ломброзо в эволюции понятий о преступлении и наказании. — Киев: тип. С. Г. Слюсаревского, 1910. — 20 с.
- Марголин А. Д. Украина и политика Антанты : (Записки еврея и гражданина). — Берлин: С. Ефрон, 1922. — 397 с.

## В кинематографе
Документальный фильм «Арнольд Марголин — выдающийся украинец и еврей» (2003), режиссёр Александр Муратов — о дипломатической деятельности А. Марголина.